# Diego Campos Peiro
Diego Campos Peiro (Guadalajara, Jalisco, México, 19 de marzo de 1988) es un ex futbolista mexicano que se desempeñaba como mediocampista ofensivo, se retiró en el Atlante FC del extinto circuito de Ascenso MX (hoy Liga de Expansión MX).

## Carrera
Diego Campos empieza su carrera futbolista en las Fuerzas básicas del Club Atlas de Guadalajara donde participa del 2007-08.En el 2008 es convocado para jugar la Copa Libertadores donde participa en un par de encuentros. En el Apertura 2009 es convocado al primer equipo y debuta con el Atlas entrando de cambio en la jornada 14 contra Pumas UNAM. Campos Juega con el equipo hasta el Clausura 2011, jugando un total de 11 partidos en 3 torneos. Antes del comienzo del Apertura 2011 Diego Campos es prestado al Puebla Fútbol Club
.
Actualmente juega con el Atlético de San Luis en la liga de ascenso MX temporada 2015-2016. Anotó el primer gol de la temporada contra su antiguo equipo los Leones Negros de la UdG.

## Clubes
| Club              | País   | Año             |
| ----------------- | ------ | --------------- |
| Atlas             | México | 2008-2011       |
| Puebla            | México | 2011-2012       |
| Leones Negros     | México | 2012-2013       |
| Estudiantes Tecos | México | 2013 - 2014     |
| Zacatecas         | México | 2014 - 2015     |
| Atlético San Luis | México | 2015 - 2016     |
| Leones Negros     | México | 2016            |
| Lobos BUAP        | México | 2017            |
| CF Atlante        | México | 2018 - Presente |

## Palmarés

### Títulos nacionales
| Título             | Club       | País   | Año  |
| ------------------ | ---------- | ------ | ---- |
| Ascenso MX         | Lobos BUAP | México | 2017 |
| Campeón de Ascenso | Lobos BUAP | México | 2017 |